# 埃斯佩罗斯
埃斯佩罗斯（法語：Espérausses，法語發音：[ɛspeʁos]）是法国奥克西塔尼大区塔恩省的一个市镇，属于卡斯特尔区。

## 地理
埃斯佩罗斯（43°41'36"N, 2°32'3"E）面积12.2 平方千米，位于法国奧克西塔尼大區塔恩省，该省份为法国南部内陆省份，北起顺时针与阿韦龙省、埃罗省、奥德省、上加龙省和塔恩-加龙省接壤。
与埃斯佩罗斯接壤的市镇（或旧市镇、城区）包括：贝尔拉茨、丰里约、拉卡兹、维亚讷。

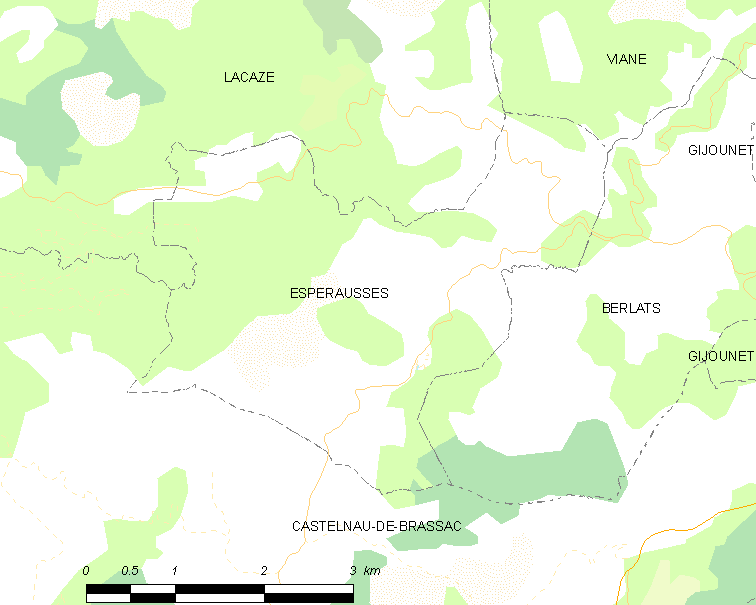
埃斯佩罗斯的OSM定位图

埃斯佩罗斯的时区为UTC+01:00、UTC+02:00（夏令时）。

## 行政
埃斯佩罗斯的邮政编码为81260，INSEE市镇编码为81086。

## 政治
埃斯佩罗斯所属的省级选区为奥克高地县。

## 人口

1962-2008年间埃斯佩罗斯人口变化图示

埃斯佩罗斯于2022年1月1日时的人口数量为155人。